# St. Johann Baptist (Straß)

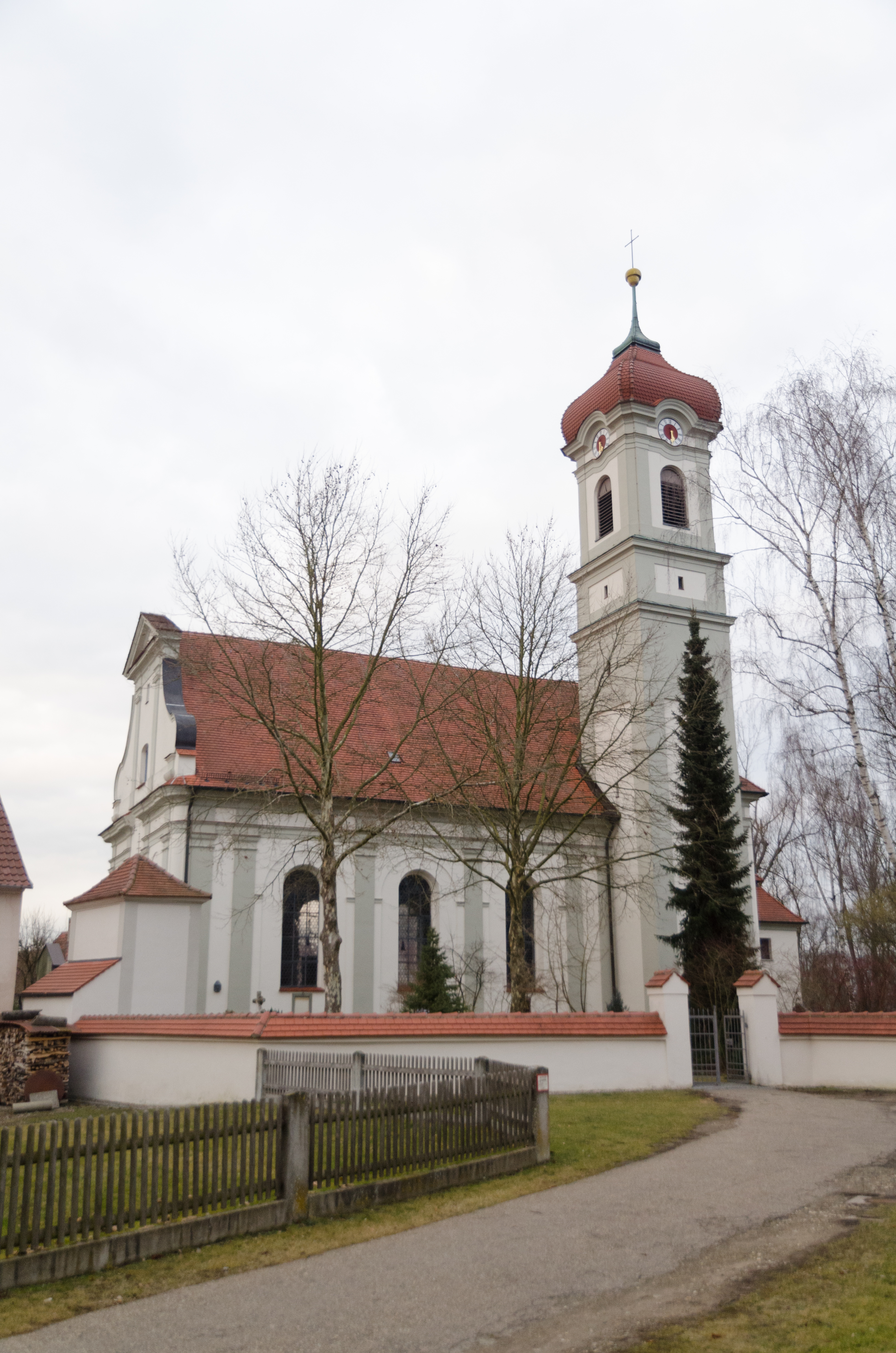
Kirche St. Johann Baptist in Straß

St. Johann Baptist ist die katholische Pfarrkirche im Rokokostil im Ortsteil Straß von Nersingen.

## Geschichte
Erbaut wurde die Rokoko-Kirche von 1746 bis 1748 nach den Plänen des Architekten Johann Baptist Wiedemann aus Ehingen. Die Ausgestaltung des Innenraumes ist das Werk zweier bekannter Künstler, des Stuckateurs Joseph Anton Feuchtmayer aus Augsburg und des Freskomalers Joseph Wannenmacher aus Tomerdingen. Der Hochaltar ist von 1733 und stammt aus der 1811 abgebrochenen Abteikirche Fultenbach bei Dillingen.
Vor der Kirche befindet sich eine Ölbergkapelle mit Beinhaus, und die Kirche umgeben einige alte Grabsteine.

## Orgel

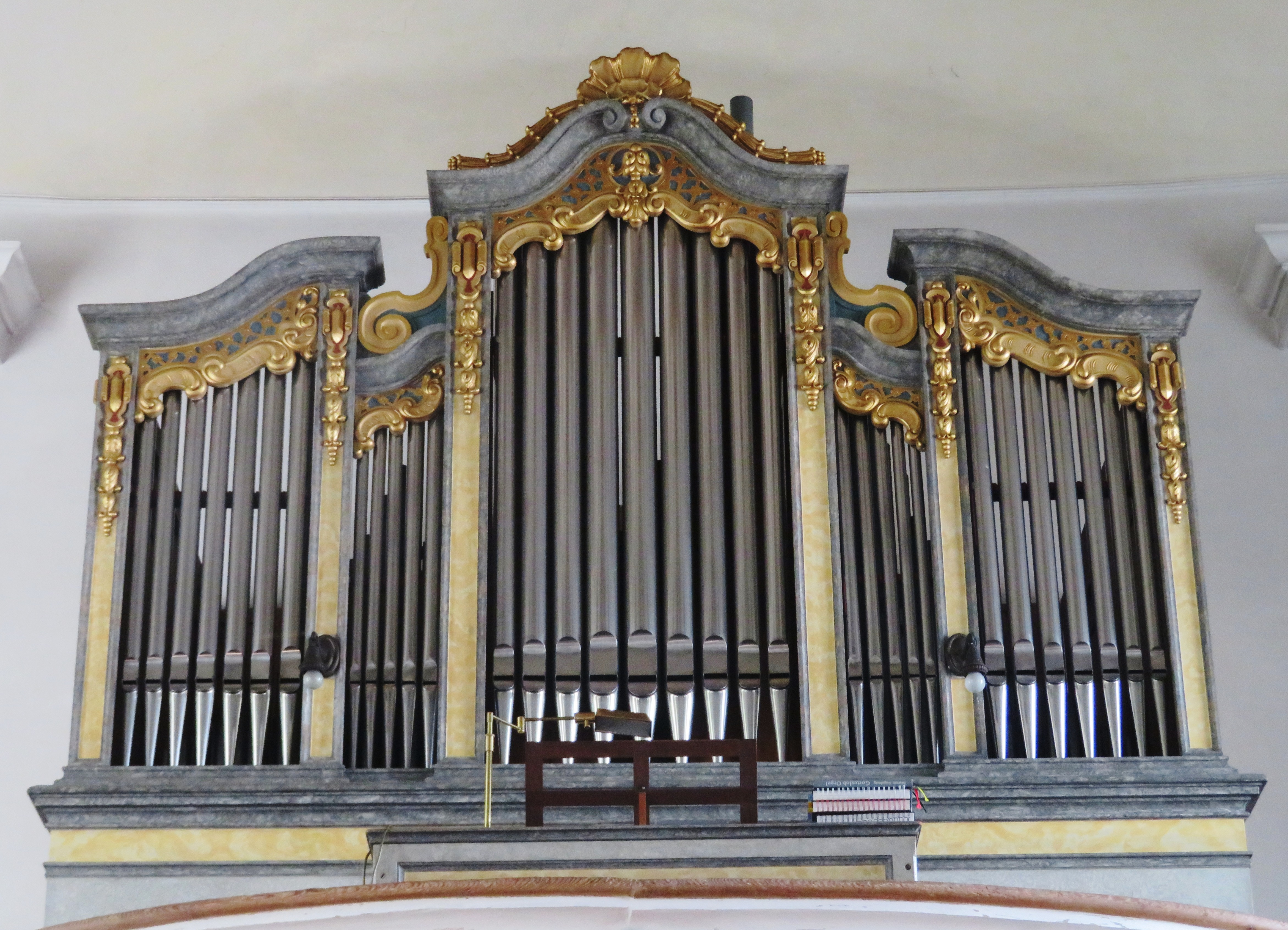
Die Siemann-Orgel aus dem Jahr 1901

Im Jahr 1789 erhielt die Kirche eine erste Orgel. Diese war ein Geschenk des Pfarrers  Anton Miller an die Gemeinde und stammte aus der Werkstatt des Orgelbauers Julius Ernst in Lauingen.
Im Jahr 1901 wurde dieses Instrument durch eine neue Orgel von Willibald Siemann aus München ersetzt. Sie hat einen neubarocken Prospekt und verfügt über 14 klingende Register auf 2 Manualen und Pedal.

## Glocken
Das Geläut der Pfarrkirche St. Johann Baptist besteht heute aus 4 Glocken, die als Idealquartett erklingen.
Die mit 350 kg schwerste Bronzeglocke ist gleichzeitig die älteste. Sie wurde 1609 in Ulm von Hans Braun gegossen.
Die zweitälteste Glocke wurde 100 Jahre später von Theodosius Ernst im Jahr 1709 ebenfalls in Ulm gegossen. Sie ist die kleinste Glocke und wiegt nur 125 kg. Zunächst befand sie sich in der Wallfahrtskirche „Maria Königin Bild“ in Limbach und wurde nach deren Abriss im Jahr 1789 von dem Straßer Pfarrer Anton Miller ersteigert und der Gemeinde geschenkt. Die beiden anderen 320 bzw. 220 kg schweren Glocken wurden 1948 in der Glockengießerei Gebhard in Kempten gegossen.

## Weblinks

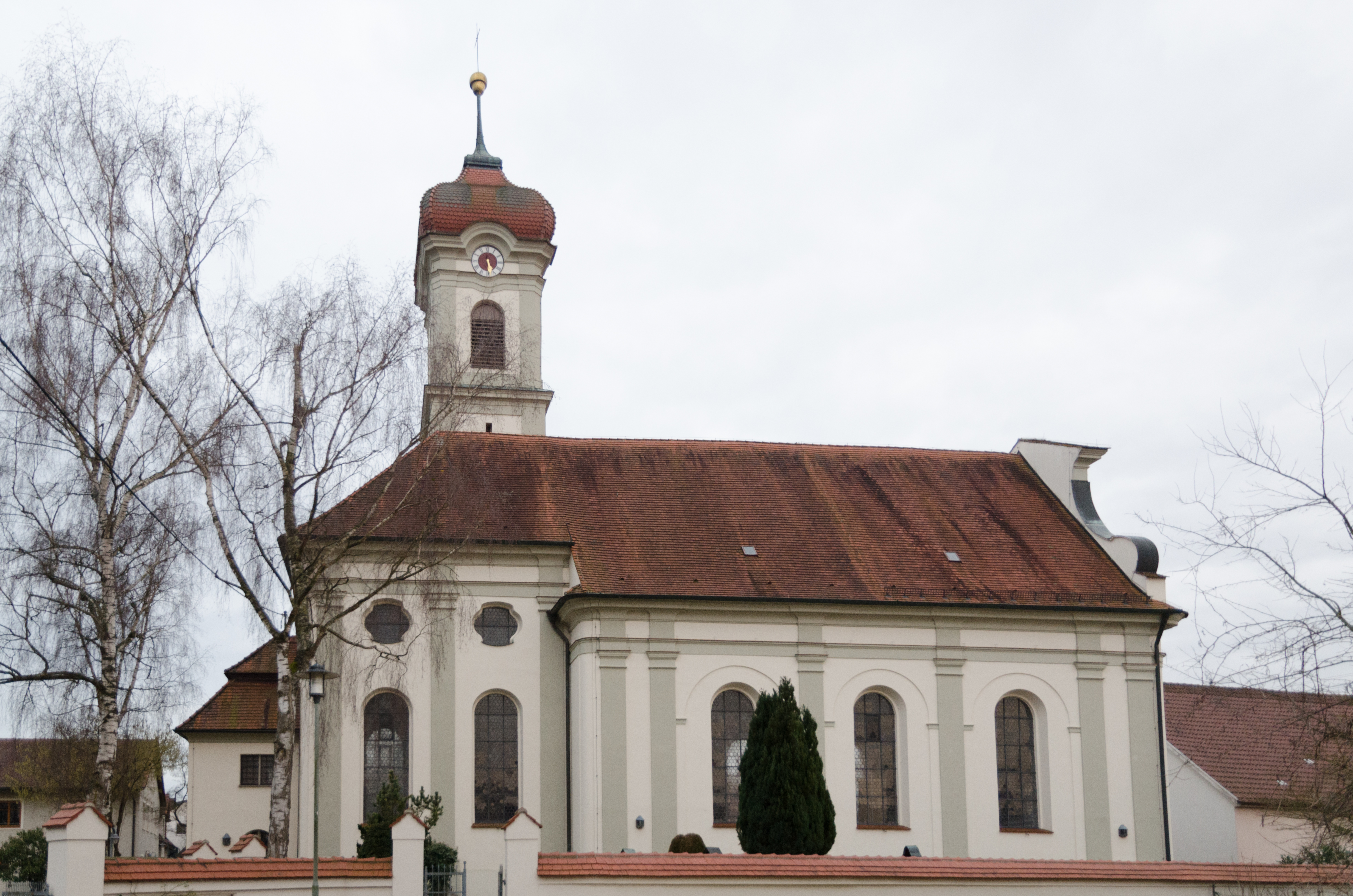
Katholische Pfarrkirche St. Johann Baptist, südliche Langhauswand
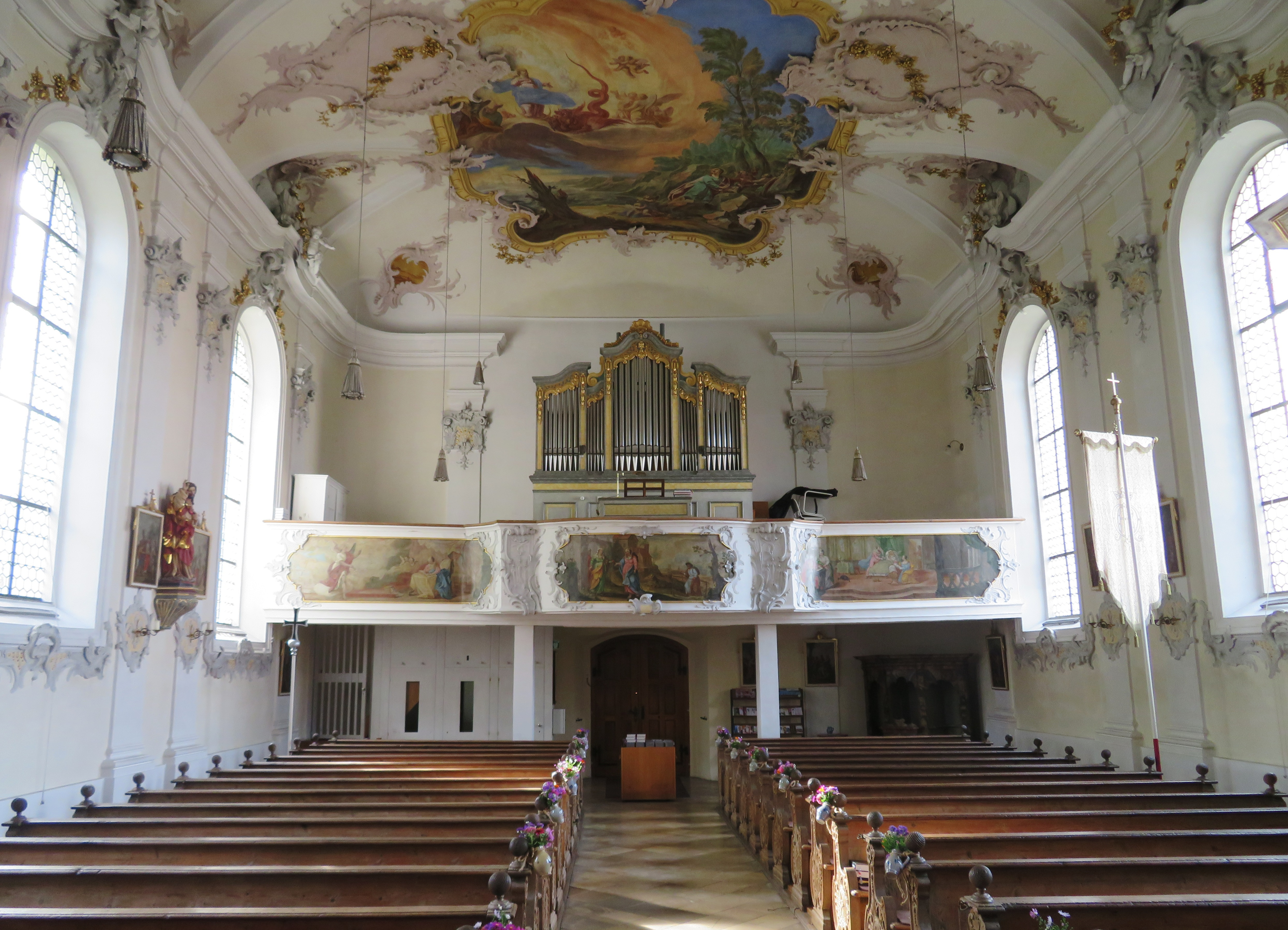
Kirchenraum mit Orgelempore
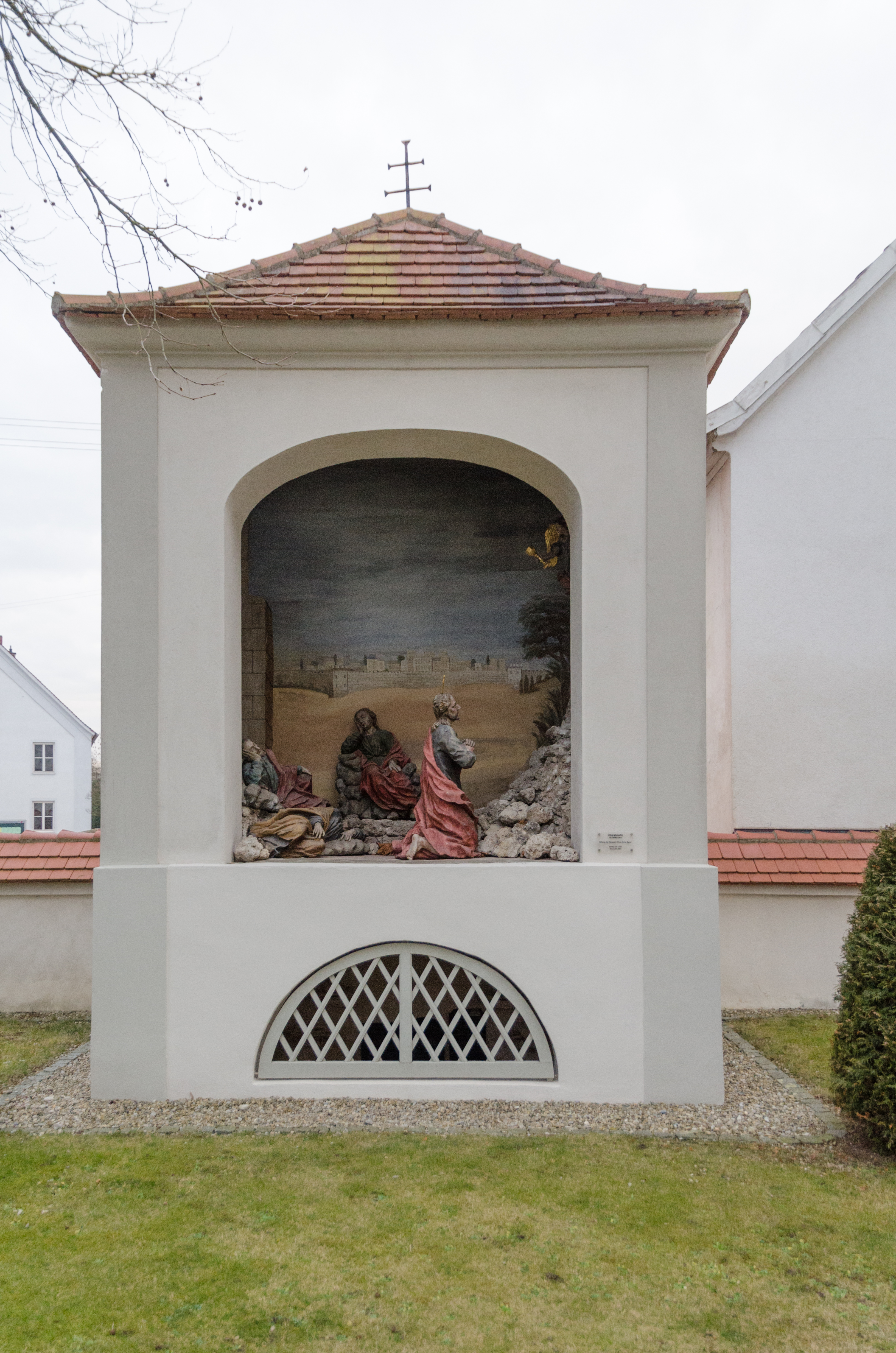
Ölbergkapelle mit Beinhaus
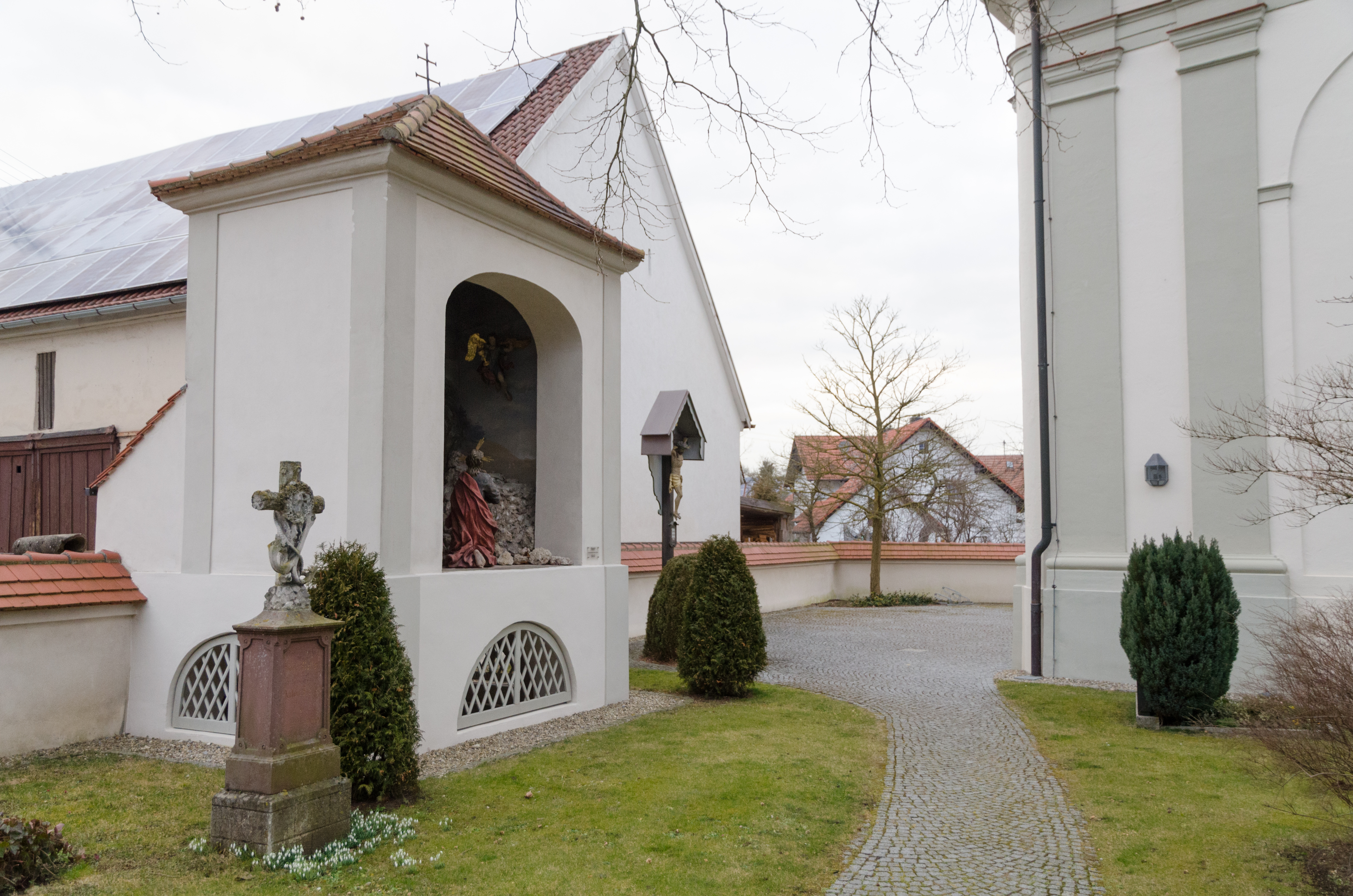
Ölbergkapelle mit Beinhaus, Kreuz und Grabstein
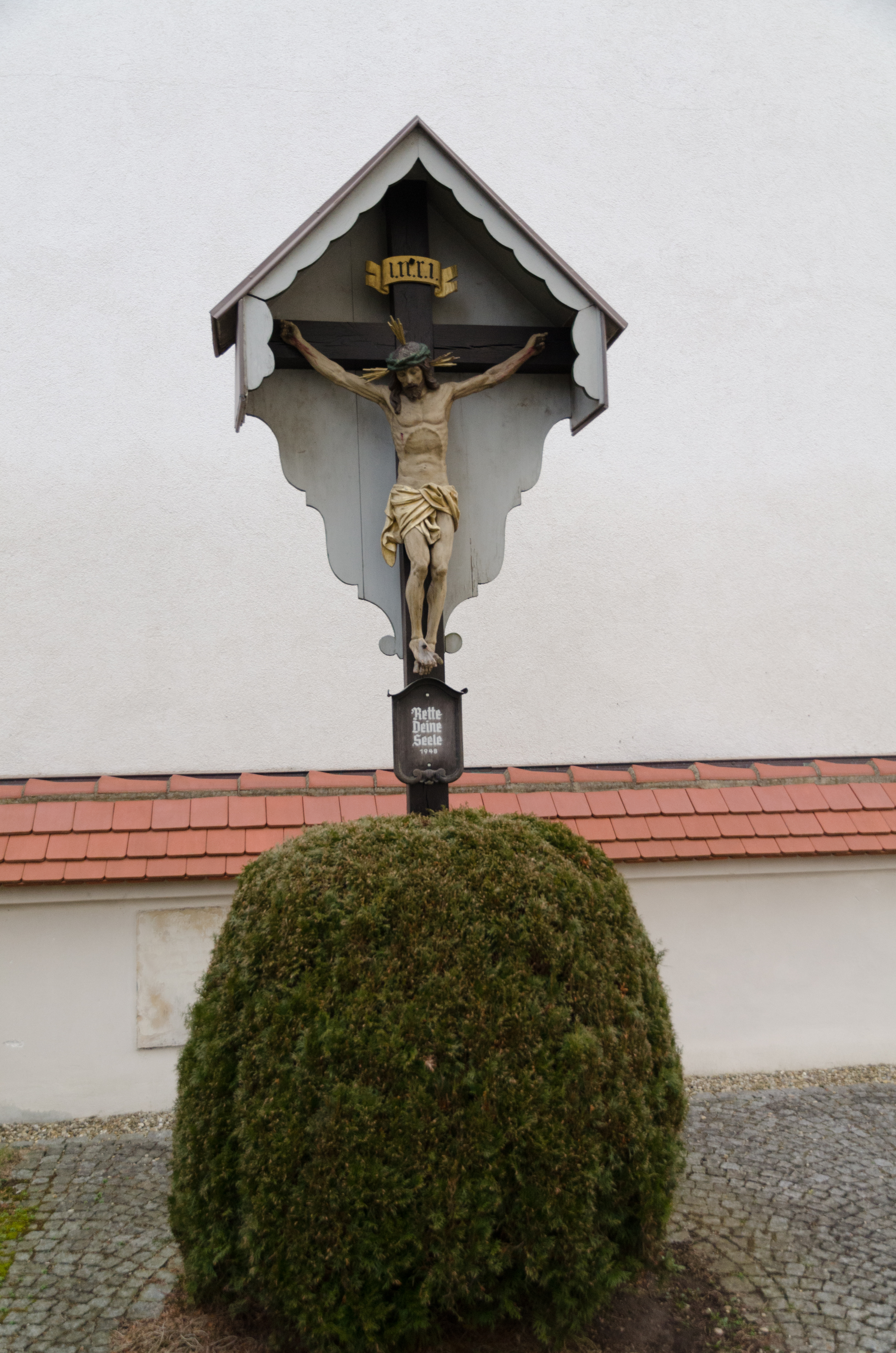
Kruzifix neben der Kirche
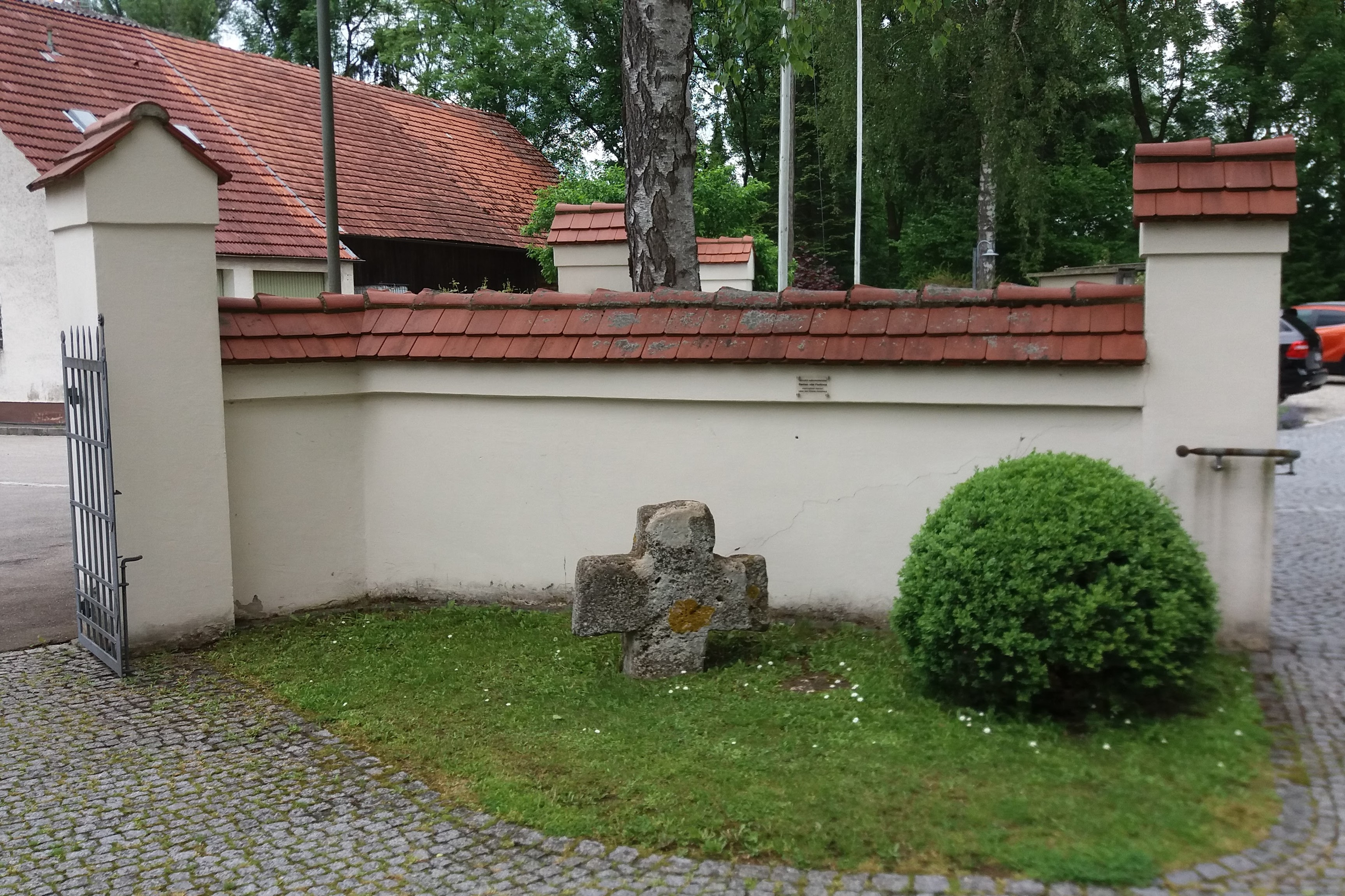
Spätmittelalterliches Steinkreuz im Kirchhof